# エキサイトバイオ
エキサイトバイオ（欧字名:Excite Bio、2022年3月10日 - ）は、日本の競走馬。主な勝ち鞍に2025年のラジオNIKKEI賞。
馬名の意味は、興奮する＋冠名。

## 経歴
2024年10月12日京都競馬場5Rの2歳新馬戦で、鮫島克駿を背にデビューし8着。その後も勝ち切れないレースが続いたが、年をまたいだ2025年3月30日中京芝2000mの3歳未勝利戦を勝利してようやく初勝利を収めた。5月17日のあずさ賞2着を挟み、6月29日のラジオNIKKEI賞はセンツブラッド、インパクトシーとのゴール前の大接戦を半馬身差で制し、今野貞一調教師ともどもJRA重賞初優勝を飾った。

## 競走成績
以下の内容は、JBISサーチおよびnetkeiba.comに基づく。
| 競走日     | 競馬場 | 競走名         | 格   | 距離（馬場）  | 頭 数 | 枠 番 | 馬 番 | オッズ （人気） | 着順 | タイム （上り3F） | 着差 | 騎手      | 斤量 [kg] | 1着馬（2着馬）     | 馬体重 [kg] |
| ---------- | ------ | -------------- | ---- | ------------- | ----- | ----- | ----- | --------------- | ---- | ----------------- | ---- | --------- | --------- | ------------------ | ----------- |
| 2024.10.12 | 京都   | 2歳新馬        |      | 芝2000m（良） | 13    | 8     | 12    | 021.50（6人）   | 08着 | R2:02.0（34.4）   | -1.3 | 0鮫島克駿 | 56        | ナグルファル       | 478         |
| 0000.12.14 | 中京   | 2歳未勝利      |      | 芝2000m（良） | 18    | 7     | 15    | 038.20（5人）   | 04着 | R2:03.0（35.3）   | -0.4 | 0小沢大仁 | 55        | ノラリクラリ       | 476         |
| 202501.06  | 中京   | 3歳未勝利      |      | 芝2000m（良） | 18    | 5     | 9     | 026.20（9人）   | 03着 | R2:03.4（35.3）   | -0.5 | 0小沢大仁 | 56        | ミラージュナイト   | 474         |
| 0000.03.15 | 中京   | 3歳未勝利      |      | 芝2000m（良） | 18    | 7     | 14    | 004.40（2人）   | 04着 | R2:01.3（35.7）   | -0.4 | 0小沢大仁 | 57        | プレミアシップ     | 474         |
| 0000.03.30 | 中京   | 3歳未勝利      |      | 芝2000m（良） | 13    | 8     | 13    | 006.50（3人）   | 01着 | R2:02.1（34.8）   | -0.0 | 0川田将雅 | 57        | （エンスエーニョ） | 474         |
| 0000.05.17 | 京都   | あずさ賞       | 1勝  | 芝2000m（不） | 10    | 3     | 3     | 009.10（6人）   | 02着 | R2:00.9（35.5）   | -0.1 | 0松山弘平 | 57        | マイユニバース     | 478         |
| 0000.06.29 | 福島   | ラジオNIKKEI賞 | GIII | 芝1800m（良） | 14    | 1     | 1     | 007.60（4人）   | 01着 | R1:46.9（34.8）   | -0.1 | 0荻野極   | 53        | （センツブラッド） | 472         |

- 競走成績は2025年6月29日現在

## 血統表
| エキサイトバイオの血統        | エキサイトバイオの血統           | エキサイトバイオの血統      | （血統表の出典）            | （血統表の出典）   |
| 父系                          | キングマンボ系                   | キングマンボ系              | キングマンボ系              | [ § 2 ]            |
| 父 レイデオロ 鹿毛 2014       | 父の父キングカメハメハ 鹿毛 2001 | Kingmambo                   | Mr.Prospector               | Mr.Prospector      |
| 父 レイデオロ 鹿毛 2014       | 父の父キングカメハメハ 鹿毛 2001 | Kingmambo                   | Miesque                     |                    |
| 父 レイデオロ 鹿毛 2014       | 父の父キングカメハメハ 鹿毛 2001 | *マンファス                 | *ラストタイクーン           | *ラストタイクーン  |
| 父 レイデオロ 鹿毛 2014       | 父の父キングカメハメハ 鹿毛 2001 | *マンファス                 | Pilot Bird                  |                    |
| 父 レイデオロ 鹿毛 2014       | 父の母ラドラーダ 青鹿毛 2006     | *シンボリクリスエス         | Kris S.                     | Kris S.            |
| 父 レイデオロ 鹿毛 2014       | 父の母ラドラーダ 青鹿毛 2006     | *シンボリクリスエス         | Tee Kay                     |                    |
| 父 レイデオロ 鹿毛 2014       | 父の母ラドラーダ 青鹿毛 2006     | *レディブロンド             | Seeking the Gold            | Seeking the Gold   |
| 父 レイデオロ 鹿毛 2014       | 父の母ラドラーダ 青鹿毛 2006     | *レディブロンド             | *ウインドインハーヘア       |                    |
| 母 アニメイトバイオ 栗毛 2007 | 母の父ゼンノロブロイ 黒鹿毛 2000 | *サンデーサイレンス         | Halo                        | Halo               |
| 母 アニメイトバイオ 栗毛 2007 | 母の父ゼンノロブロイ 黒鹿毛 2000 | *サンデーサイレンス         | Wishing Well                |                    |
| 母 アニメイトバイオ 栗毛 2007 | 母の父ゼンノロブロイ 黒鹿毛 2000 | *ローミンレイチェル         | *マイニング                 | *マイニング        |
| 母 アニメイトバイオ 栗毛 2007 | 母の父ゼンノロブロイ 黒鹿毛 2000 | *ローミンレイチェル         | One Smart Lady              |                    |
| 母 アニメイトバイオ 栗毛 2007 | 母の母レーゲンボーゲン 栗毛 2002 | *フレンチデピュティ         | Deputy Minister             | Deputy Minister    |
| 母 アニメイトバイオ 栗毛 2007 | 母の母レーゲンボーゲン 栗毛 2002 | *フレンチデピュティ         | Mitterand                   |                    |
| 母 アニメイトバイオ 栗毛 2007 | 母の母レーゲンボーゲン 栗毛 2002 | レインボーファスト          | レインボーアンバー          | レインボーアンバー |
| 母 アニメイトバイオ 栗毛 2007 | 母の母レーゲンボーゲン 栗毛 2002 | レインボーファスト          | レインボーローズ            |                    |
| 母系(F-No.)                   | プテイツトアミ(FR)系(FN:19)      | プテイツトアミ(FR)系(FN:19) | プテイツトアミ(FR)系(FN:19) | [ § 3 ]            |
| 5代内の近親交配               | Mr. Prospector：S4×S5×M5         | Mr. Prospector：S4×S5×M5    | Mr. Prospector：S4×S5×M5    | [ § 4 ]            |
| 出典                          | 1. 2. 3. 4.                      | 1. 2. 3. 4.                 | 1. 2. 3. 4.                 | 1. 2. 3. 4.        |

- 母アニメイトバイオは2010年ローズステークス勝ち馬で、2009年の阪神ジュベナイルフィリーズと2010年の秋華賞で共に2着に入った実績がある。
- 叔父に天皇賞（春）勝ち馬のレインボーラインがいる。
- そのほかの近親に兵庫ジュニアグランプリ勝ち馬で全日本2歳優駿2着があるエースインザレース、重賞2勝・天皇賞（秋）2着2回のセキテイリュウオーがいる。